# ギヨー

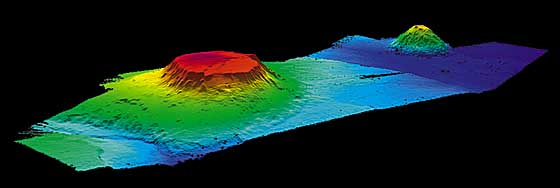
ギヨー（大西洋のベアー海山）の3D映像

ギヨー（英語: guyot）とは、山頂部が平坦な地形をした海山のことである。平頂海山又は卓状海山（table mount）とも呼ばれる。日本語ではフランス語読みの「ギヨー」の他に「ギュヨー」や「ギョー」と表記されることもあるが、英語での正確な発音は/ˈgiː.oʊ/や/ɡiːˈoʊ/などである。

## ギヨーの形成
海洋底と山頂との比高が1000 m以上の孤立した円錐形の山が海山（seamount）と呼ばれ、その中で、特に頂部が水深200 m以深にあって、かつ、平坦なものをギヨーと呼んでいる。数多くの調査と採泥の結果から、ギヨーを含む海山のほとんどが火山活動によって形成されたことが分かってきた。なお、ギヨーの平頂面から渚で角が削れたと見られる玄武岩の円礫が発見されたことや、浅海性の化石などが採取されたことから、火山活動の後に海の波による侵食によって山頂部が平坦化されたことが判明した。かつて海水面にあった頂部が水没した理由は、火山のマグマ溜りがゆるやかに冷えていったことでその比重が大きくなり、アイソスタシーにより沈下したためだと考えられている。

## 名称について
ハリー・ハモンド・ヘスが1946年に北大西洋で160にのぼる頂上が平坦な海山を発見し、スイスの地質学者アーノルド・ヘンリー・ギヨー（1807年 - 1884年）にちなみ、ギヨーと名付けた。